# Herbert Siguenza
Herbert Siguenza (nascido em 1959) é um ator e escritor. Fundou em 1984 o grupo de performance Culture Clash, que permanece ativo após 30 anos.

## Carreira
Herbert escreveu e protagonizou um show solo, My Weekend with Pablo Picasso (em português, Meu Fim de Semana com Pablo Picasso) em que mostrou suas habilidades em pintura, exibindo a apresentação no Los Angeles Theatre Center e no San Diego Repertory Theatre.
Ele também fez o roteiro e a performance de outro show, ¡Cantinflas!, que trata-se de uma representação sobre o famoso comediante mexicano de mesmo nome. O show foi co-comissionado pelo Alley Theatre em Houston e no Yerba Buena Center for the Arts em San Francisco.
Outros trabalhos famosos de Singuenza são Steal Heaven e El Henry, uma adaptação de Henrique IV, obra de William Shakespeare sobre o monarca homônimo que foi apresentada no La Jolla Playhouse em junho de 2014, além de Manifest Destinitis, que estreou no San Diego Repertory Theatre na temporada de 2016-2017.